# Lights Out (canção de P.O.D.)
"Lights Out" é o segundo single do álbum Testify da banda californiana de new metal, P.O.D..

## Lights Out
A música vem seguindo o sucesso de "Goodbye for Now", apesar de ser mais pesada.
| “ | "Musicalmente, é muito simples, mas possui uma coisa que ninguem pode negar. O título original da música seria "ESPN" porque imaginávamos que assim que a música fosse lançada, seria destaque esportivo. Foi isso que inspirou a letra: "lights out, game over" (apaguem as luzes, fim de jogo)." | ” |